# Gloeosporium pedemontanum
Gloeosporium pedemontanum är en svampart som beskrevs av Pupillo 1952. Gloeosporium pedemontanum ingår i släktet Gloeosporium och familjen Dermateaceae.   Inga underarter finns listade i Catalogue of Life.